# 日內瓦銀行香港分行
日內瓦銀行香港分行是瑞士日內瓦銀行於香港香港島中西區中環畢打街11號置地廣場的分行，亦是其全球首家分行。日內瓦銀行香港分行為其全球第5間記帳中心，並且將會繼續發展財富和資產管理及基金分銷的業務。

## 歷史
日內瓦銀行透過其香港辦事處提供金融服務逾26年，經過1年時間籌備，於2012年4月18日正式獲得香港金融管理局頒發全面銀行牌照。
2012年9月24日，瑞士日內瓦銀行於香港開設其首家分行，志在拓展其在北亞地區的業務。